# Buren (stad)
Buren is een stad in de gemeente Buren, in de Nederlandse provincie Gelderland.
De plaats is gelegen in de streek Neder-Betuwe en ligt centraal binnen de gemeente Buren, nabij de grotere plaatsen Tiel en Geldermalsen. Buren telt 2.655 inwoners (2023).

## Geschiedenis
Buren verkreeg stadsrechten in 1395 van ridder Allard, heer van Buren en Beusichem.
In 1435 begon hertog Arnold van Egmont met het beleg van Buren, de stad werd ingenomen en heer Willem van Buren werd verdreven, dit omdat hij zich tot vijand van de hertog had uitgesproken in 1418. De hertog was zo ingenomen met zijn verovering, dat hij de volgende befaamde uitspraak deed: Buuren zal men beste goede wezen, echter, ironisch genoeg zou de Hertog in 1465 door zijn eigen zoon gevangen zijn genomen en naar Buren zijn overgebracht waar hij 6 jaar in gevangenschap zou leven.
In 1572 sloot Buren zich aan bij de Unie van Dordrecht. in 1575 volgde het Beleg van Buren door Gilles van Berlaymont.
De vestingwerken van Buren zijn nog grotendeels intact. Er zijn nog wallen, muren en één stadspoort; de Culemborgse- of Huizerpoort.
In Buren stond een van de grootste kastelen van Nederland het huis Buren, waarvan de laatste bewoner Frederik Hendrik, prins van Oranje was. Het kasteel werd in de 19de eeuw stukje bij beetje gesloopt en ornamenten en bouwstenen werden verkocht. Stenen van het Burense kasteel zijn onder meer gebruikt bij de aanleg van de Hondsbossche Zeewering.
De stad Buren raakte in de loop der eeuwen ernstig in verval. Pas in 1946, met de komst van burgemeester Rudolf van Sandick, werd begonnen met de restauratie van de stad, die bijna een halve eeuw in beslag zou nemen. Restauratie-architect Kees Royaards maakte namens Monumentenzorg de plannen voor de restauratie, waarbij de middeleeuwse stad werd benaderd als een geheel, als een ensemble van monumenten, krotten en nieuwbouw. Het oorspronkelijke stratenplan uit 1395 werd behouden. Van Sandick en Royaards hebben, met steun van de inwoners, Buren van de sloop gered. Over de achtergronden van het restauratieproces verscheen in 2021 het boek 'De rijkdom van een arme stad' van Coosje Berkelbach en Menno Schenke.

## Band met de Oranjes
Buren mag zich Oranjestad noemen, vanwege de band met de koninklijke familie. Willem van Oranje trouwde er in 1551 in de Sint-Lambertuskerk met Anna van Buren. Aan de kerk staat het standbeeld van Willem van Oranje en Anna van Buren. Prinses Beatrix en koning Willem-Alexander zijn hierdoor gravin en graaf van Buren. De korenmolen op de wallen draagt dan ook de toepasselijke naam De Prins van Oranje. In het Oude Raadhuis op de Markt bevindt zich het "Museum Buren & Oranje". 
De Oranjes gebruiken soms de schuilnaam Van Buren als ze incognito willen zijn. Dat gebeurde onder meer bij de Elfstedentocht van 1986, waaraan Willem-Alexander meedeed onder de naam W.A. van Buren.

## Voorzieningen
In Buren bevinden zich onder meer een basisschool, De Koningin Beatrixschool, een aantal cafés/restaurants, een supermarkt en evenementenlocatie De Prinsenhof.
Voor de sportvoorzieningen zijn er: voetbalvereniging SV Buren en een tennisvereniging.

## Verkeer en vervoer

### Auto
De stad Buren is bereikbaar via de Provinciale weg N834.

### Busverbindingen
De volgende buslijnen rijden door de stad Buren: 
- Lijn 46 Tiel - Kerk-Avezaath - Buren - Asch - Zoelmond -  Beusichem - Culemborg (streekbus)
- Lijn 840 Tiel → Kerk-Avezaath → Erichem → Buren → Asch → Zoelmond → Beusichem → Ravenswaaij → Rijswijk → Maurik → Eck en Wiel → Ingen → Ommeren → Lienden → Echteld → Tiel (nachtvlinder)

## Musea
In Buren zitten meerdere musea.
- Marechausseemuseum (gesloten sinds 22 december 2023), vroeger gevestigd in het voormalige Koninklijk Weeshuis
- Automuseum Visscher Classique
- Museum Buren & Oranje

## Monumenten

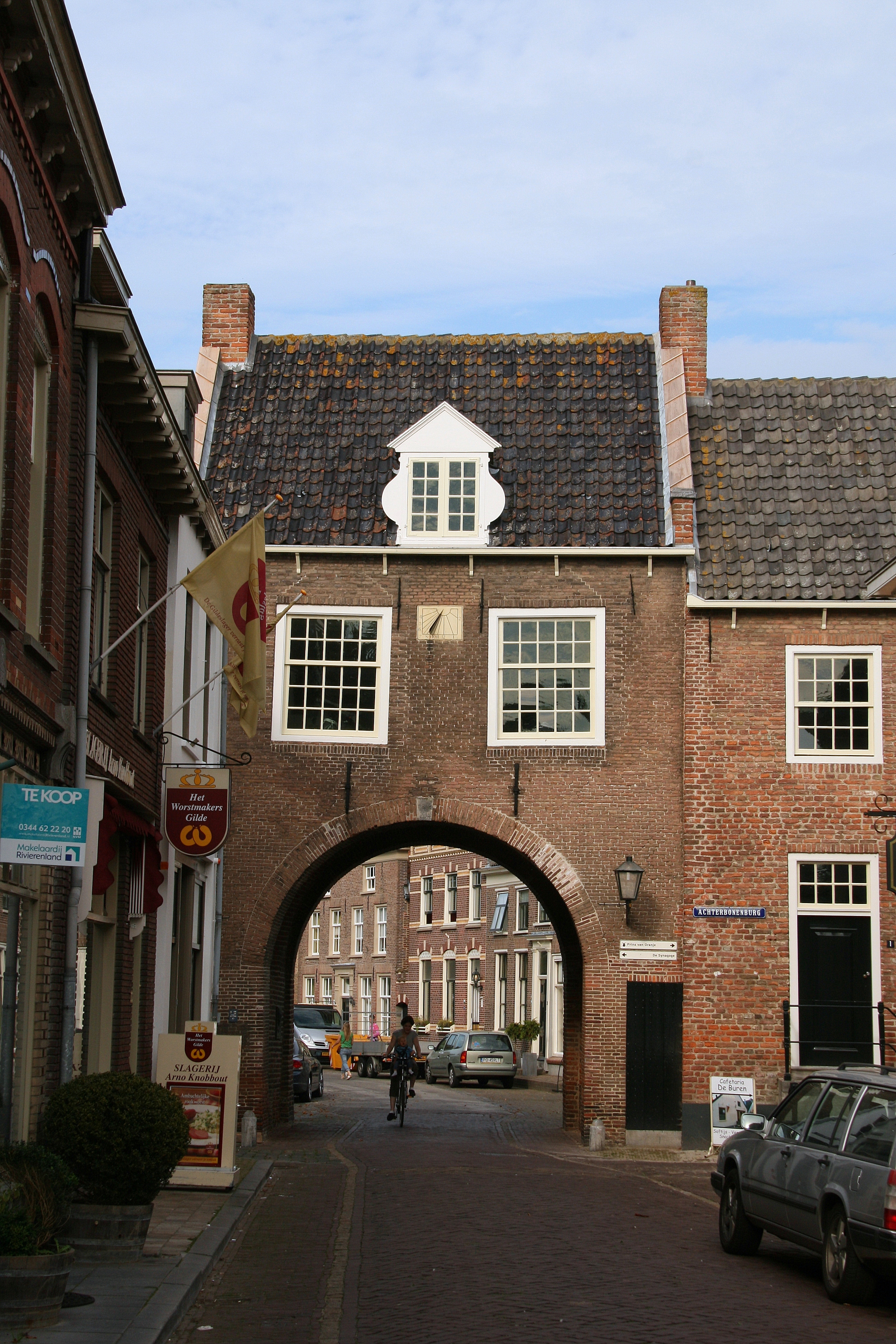
Huizerpoort bij de Voorstraat,

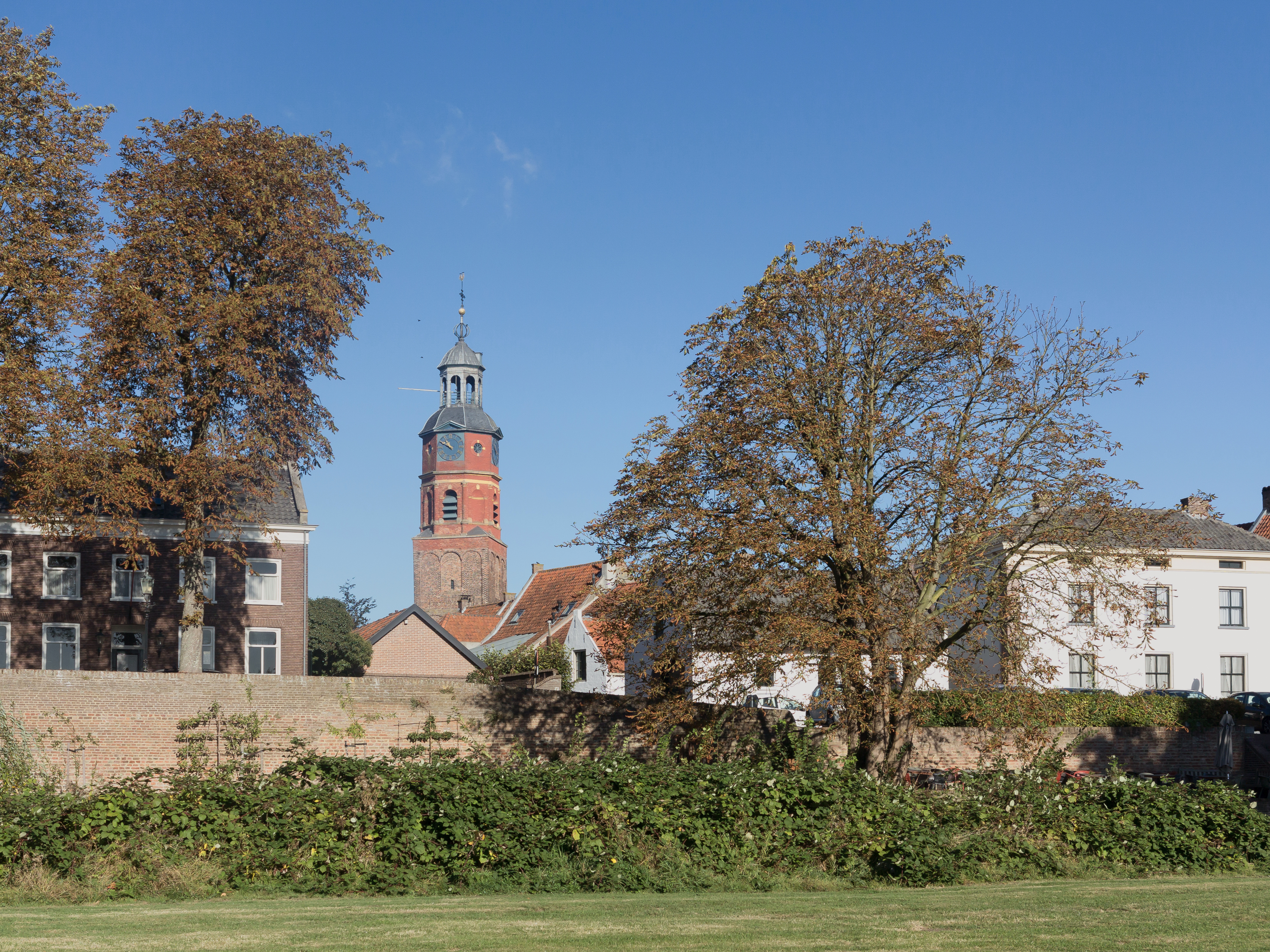
Buren, vestingwerken met toren van de Sint-Lambertuskerk

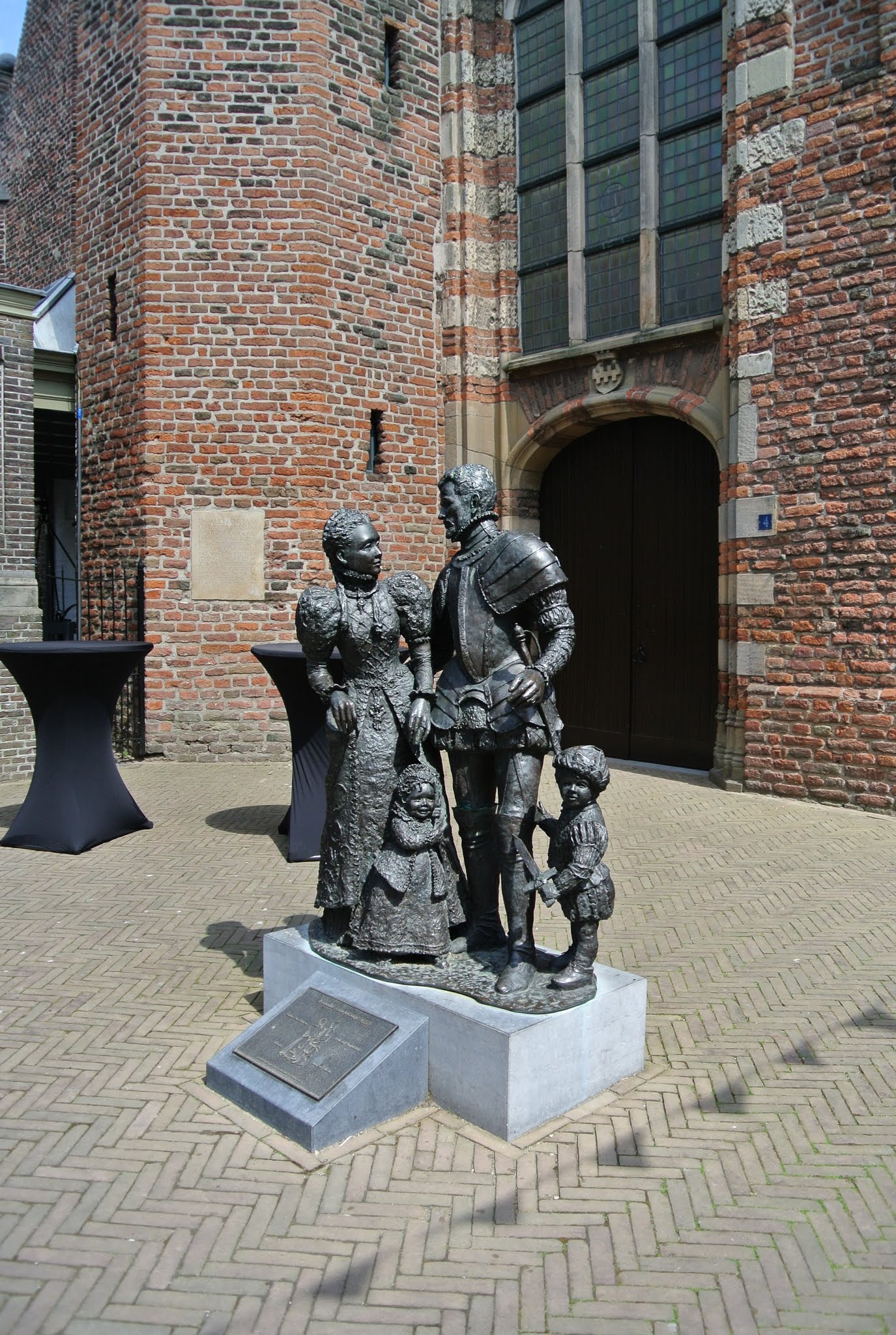
Standbeeld van Willem van Oranje en Anna van Buren

Een deel van Buren is een beschermd stadsgezicht, met historische gebouwen als de korenmolen De Prins van Oranje, de Sint-Lambertuskerk, het Weeshuis, het Oude Stadhuis (met Museum Buren & Oranje), de Culemborgse poort en de stadswallen met de muurtoren. De stad Buren telt ruim 100 rijksmonumenten en 55 gemeentelijke monumenten.

## Geboren in Buren
- Filips Willem van Oranje (1554-1618), oudste zoon van Willem van Oranje en diens eerste vrouw Anna van Egmont (1533-1558)
- Sibylle van Griethuysen (1621-1699), dichteres
- Gerrit Benjamin van Goor (1816-1871), uitgever
- Gerardus van Koeverden (1882-1962), politicus
- Gerard de Kruijff (1890-1968), ruiter
- Leo Schoots (1945-2019), politicus
- Diederik Nomden (1975), muzikant